# 黑豹2：瓦干達萬歲
是一部2022年美國超級英雄電影，改編自漫威漫畫旗下的超級英雄黑豹。本片由漫威影業製作，並由華特迪士尼工作室電影負責發行，為2018年電影《黑豹》的續集，「漫威電影宇宙」的第30部電影作品以及第四階段的最後一部電影。本片由瑞恩·庫格勒執導，喬·羅伯特·柯爾與庫格勒共同撰寫劇本，莉蒂西亞·萊特、露琵塔·尼詠歐、達娜·古瑞拉、溫斯頓·杜克、佛羅倫絲·卡森巴、多米妮克·索恩、米凱拉·柯爾、泰諾克·烏爾塔·梅嘉、馬丁·費里曼、茱莉·路易絲-卓佛和安琪拉·貝瑟主演。
2018年2月，電影《黑豹》上映之後，漫威影業計劃推出電影的續集。10月，瑞恩·庫格勒確認回歸執導續集。2019年8月，漫威影業公佈電影的暫定名稱為《黑豹2》。電影的主體拍攝原計劃於2021年3月開機。但是在2020年8月，飾演「黑豹」帝查拉的男主角查特域克·保斯曼不幸因病離世，該角色不會被重新選角。11月，露琵塔·尼詠歐等主要演員確認回歸出演。次年5月，漫威影業公佈電影的正式片名。電影的主體拍攝於6月底在美國喬治亞州亞特蘭大的三石製片廠和泰勒派瑞製片廠開機拍攝，製作組於8月移至麻薩諸塞州取景拍攝，其後於11月因萊特受傷後需時康復而暫停拍攝一個月。次年1月中旬繼續拍攝作業，2022年3月在波多黎各殺青。
《黑豹2：瓦干達萬歲》於2022年10月26日在好萊塢的埃爾卡皮坦劇院和杜比劇院舉行首映，並於2022年11月11日在美國上映。電影在全球收獲逾8億5876萬美元票房，在2022年電影票房排行榜上排名第六，並獲得外界的積極評價，影評家稱讚執導效果、動作場景、美術及服裝設計、配樂、情感張力、向保斯曼的致敬，以及萊特、古瑞拉、烏爾塔和貝瑟的演出，但同時亦有部分意見批評後段劇情偏向雜亂。電影獲提名或贏得了無數獎項，包括在奧斯卡金像獎、英國電影學院獎、評論家選擇電影獎、金球獎和美國演員工會獎分別獲提名了五項、一項、六項（贏得兩項）、兩項（贏得一項）和兩項獎項，並憑貝瑟獲提名的奧斯卡最佳女配角成為第一部獲提名奧斯卡演出獎的漫威電影。

## 剧情
2024年，瓦干達公主舒莉為了治癒因身患重病而性命危殆的哥哥帝查拉而一直嘗試合成並重建多年前盡被燒毀的心形藥草，但帝查拉最終還未等到舒莉的成功便已經不幸駕崩。一年後，瓦干達一直受其他國家施壓，被要求向外界分享汎合金，甚至有人企圖以武力竊取。王太后拉瑪達懇求女兒舒莉繼續對心形藥草進行研究，以選出黑豹的接任者守護瓦干達，但卻遭到認為黑豹已成過去的舒莉拒絕。另一方面，美國中央情報局和海豹部隊在大西洋使用一種新型汎合金探測器搜索潛在的汎合金礦床，但整個小組隨即被納摩帶領的一群藍皮膚水生人擊殺，中央情報局卻誤將矛頭指向瓦干達。
納摩輕鬆繞過瓦干達的頂級防線，並與拉瑪達和舒莉會面，指責瓦干達向外界坦誠一切，並作出最後通牒——找出並交出新型汎合金探測器的製造者，否則就要面對他的來襲。舒莉和朵拉親衛隊的侍衛長奧科耶在朋友兼中央情報局探員艾佛瑞特·羅斯的口中得知探測機的製造者為一位麻省理工學院學生莉莉·威廉斯，於是便前往了位於波士頓的學院會見她。三人其後被美國聯邦調查局追捕，威廉斯首次穿上她仿照東尼·史塔克的鋼鐵人動力服自製的裝甲，並在首次實戰中取得一定程度的成功，可惜最終仍在逃亡的路上与舒莉双双被納摩的手下击晕，被超能力戰士阿圖瑪擊敗的奧科耶只能眼睜睜地看著舒莉與威廉斯被帶到水下會見納摩。拉瑪達一怒之下把奧科耶逐出朵拉親衛隊，並尋求自薩諾斯入侵以來一直居住在海地角的娜奇雅協助尋找舒莉和威廉斯。與此同時，納摩正在海底向舒莉展示自己已經守護多年的水下汎合金王國塔洛坎，並將其與自己的歷史娓娓道來：
1571年，猶加敦半島的一群瑪雅人受雨水與豐收之神恰克的啟示，服用了一種含有微量汎合金的藥材以抵禦西班牙征服者所帶來的天花，卻導致身體的構造被完全改變：他們的脖子上長出了鰓，變得只能在水中呼吸，並獲得了異於常人的體力、耐力和自癒能力，特殊的血液循環系統令他們可以抵禦海底的嚴寒溫度和極高的水壓，進化的眼睛亦令他們在黑暗的海洋深處仍能維持良好的視力。於是他們便移居到海底並建立了塔洛坎文明，其中一名女子當時已懷有身孕，其腹中的胎兒因為她攝入的汎合金所造成的基因突變而長出了腳踝翅膀和尖耳，成為了第一位天生的塔洛坎水生人以及與眾不同的變種海陸混血兒，因而被尊為羽蛇神「庫庫爾坎」；除了基本人類與塔洛坎人的生理特性外，他亦獲得了極長的壽命、如浩克般強大的力量、幾乎刀槍不入的超強防禦力、腳踝翅膀帶來的高超速度與敏捷度、超強自癒因子帶來的極速再生能力、非凡的耐力，以及在水中以皮膚呼吸的能力。多年後，該名女子年老去世，其子為了埋葬母親而重返陸地，卻目睹了西班牙人奴役當地玛雅人的情景，於是一怒之下便與隨同的手下屠殺了所有西班牙殖民者。
當時，一位瀕死的牧師在詛咒他的時候以西班牙語稱他為「艾尼奴善納摩」，他從此便獲得了「納摩」（Namor）的稱號。在該次事件後對地表世界大為失望和憤怒的納摩提出與瓦干達結盟並入侵世界，並威脅道若被拒絕便會率先摧毀瓦干達。娜奇雅隨後協助舒莉和威廉斯逃脫，兩名守衛在試圖阻止時陣亡，納摩則以洪水襲擊瓦干達的首都報復，拉瑪達在救出威廉斯的期間溺斃。納摩發誓將會在一週內發動總動員大舉進攻，所有居民為安全起見而被安置到了賈巴里領地。另一邊廂，羅斯因為與瓦干達人秘密交換機密情報而被其前妻兼中央情報局局長瓦倫緹娜·艾蕾格拉·德芳亭逮捕。在母親的喪禮完結後，舒莉使用賦予塔洛坎人水下能力的草藥殘餘物合成並成功重建了心形草藥，便隨即攝入藥草而成為獲得黑豹之力，並在祖靈平原被尼賈達卡唆擺進行報仇。在為自己製作一套新戰服後，舒莉被其他瓦干達的部落推舉成為黑豹，並無視恩巴庫的勸喻，冒着令未來出現永恆戰爭的風險下令立即反擊塔洛坎。瓦干達迅即進入備戰狀態，朵拉親衛隊的侍衛長之位由二把手艾歐繼任，奧科耶則在被舒莉授予「午夜天使」盔甲後邀請優秀的戰士亞莉卡與自己並肩作戰。
瓦干達軍隊使用航海艦船「海豹號」設下陷阱，成功以一部汎合金探測器將納摩和塔洛坎人引出水面，戰爭隨之爆發。此前一直處於被動狀態的威廉斯也使用了技術高超的瓦干達科技打造出一套新型裝甲動力服，以一同隨軍為瓦干達而戰的方式報答救命恩人拉瑪達。在她的配合下，舒莉引開納摩後在王爪號戰機中設計以滲透蒸發艙使其暴露在乾涸的環境下以削弱他的力量。然而，納摩在力量大減的狀況下，竟然仍成功摧毀了戰機，二人最終雙雙墜落在沙灘並展開決鬥。在經過一番血戰肉搏後，納摩最終不敵擁有黑豹強大之力的舒莉而身受重傷，準備痛下殺手的舒莉此時的腦海中卻浮現塔洛坎國度的美麗之處，就如自己的家鄉瓦干達一般，因而醒悟納摩其實與自己一樣只是在為自己的國家而戰，並受到在祖靈平原的拉瑪達提醒而意識到自己早已被復仇之心吞噬。恢復理性的舒莉最終決定饒殺母仇人納摩一命並提出和平結盟，戰鬥因而隨着納摩的投降而結束。事後，納摩的表妹納摩拉對於他屈服於舒莉的行為感到不滿，納摩便向她解釋道與瓦干達的結盟將會令塔洛坎終有一天能夠征服地表世界，因為瓦干達將來陷入窮途末路時會向唯一的盟友塔洛坎求助。已脱險的威廉斯回到了波士頓，其打造的新型裝甲動力服則由瓦干達保管，獲復職的奧科耶亦救出了被押解途中的羅斯。

舒莉在重製出數顆心形藥草後缺席了自己的加冕典禮，典禮上只出現了再次前來挑戰王位的不速之客恩巴庫。不願與王位扯上任何關係的舒莉此時到訪了已返回海地的娜奇雅，並如母親生前所願燒掉了自己的葬服，向皇兄帝查拉作出最後的哀悼。娜奇雅隨後向舒莉介紹帝查拉與自己的兒子杜桑，並解釋道自己是為了讓年幼的兒子遠離王位的壓力而一直在秘密地撫養他。「杜桑」是他的海地名字，舒莉於是向小杜桑詢問他的瓦干達名字——
|                    | 「我是帝查拉王子，帝查拉國王之子。」 |
| ——杜桑，帝查拉之子 |                                      |

聞言，舒莉的內心頓時百感交集……

## 演員
| 演員                             | 角色                                  | 備註 |
| -------------------------------- | ------------------------------------- | --- |
| 莉蒂西亞·萊特                    | 舒莉／黑豹                            | 帝查拉的妹妹，瓦干達王國的公主，以其天才級的智商為瓦干達設計出各種由汎合金製造的高科技武器。飾演帝查拉的查特域克·保斯曼逝世後，舒莉在電影中的地位比以前更重要。萊特稱舒莉以投身於科技麻痺自己，以分散帝查拉之死所帶來的悲痛。 |
| 泰諾克·烏爾塔·梅嘉               | 納摩／庫庫爾坎                        | 海底古老文明塔洛坎的統治者，被人民稱為羽蛇神「庫庫爾坎」。烏爾塔表示納摩在帝查拉公開向全世界揭露瓦干達的實力後決定加入參與地表世界的事務，塔洛坎卻因而處於危險之中，導致納摩和他的人民必復採取行動自保；烏爾塔也確認電影延續了該角色在漫畫中是一名變種人的設定，並指該角色為一名反英雄，又解釋道自己和導演瑞恩·庫格勒都非常重視該對立角色動機的合理化。庫格勒亦熱衷於保留漫畫中納摩“非常獨特的特徵”，包括他的腳踝翅膀和尖耳，並描述該角色為“像混蛋般、有點浪漫、且極之強大”。此外，烏爾塔在準備出演該角色時練習了瑪雅語和游泳。 |
| 安琪拉·貝瑟                      | 拉瑪達王太后                          | 瓦干達的執政王太后，至今仍未步出兒子帝查拉之死的陰霾。貝瑟解釋道拉瑪達將努力在領導人民、盡責任地身為舒莉的母親，以及包圍對瓦干達的威脅中達致平衡，同時還要面對帝查拉之死所帶來的撕心裂肺之痛，因此會負上極重之擔。貝瑟最初對拉瑪達在電影中離世感到不滿，庫格勒則向她保證道死亡在漫威電影宇宙中不一定是永久性的，她亦認為該角色在未來有可能回歸，就如其他角色於2019年電影《復仇者聯盟：終局之戰》在彈指事件中復活一般。 |
| 達娜·古瑞拉                      | 奧科耶／午夜天使                      | 朵拉親衛隊的侍衛長，武藝精堪，同時是帝查拉生前不可或缺的親信；後來與亞莉卡一起穿上「午夜天使」盔甲，本片亦提及奧科耶的丈夫烏卡比因前作中的事件而被監禁。古瑞拉稱本片將探索奧科耶仁慈的數面。 |
| 露琵塔·尼詠歐                    | 娜奇雅                                | 帝查拉生前的情人，來自瓦干達的河川部落。曾經是瓦干達的秘密間諜，負責執行偵查和臥底任務，在薩諾斯入侵後一直居於海地角。尼詠歐稱娜奇雅在經歷彈指事件和帝查拉之死後變得更為成熟，並解釋道對該角色最為重要的事“已經發生了變化和尖銳化”，並補充道娜奇雅仍是最可靠的。 |
| 多米妮克·索恩                    | 莉莉·威廉斯                           | 年僅19歲的麻省理工學院女學生兼天才發明家，創造出可與東尼·史塔克的鋼鐵人動力服相媲美的裝甲動力服。庫格勒指該角色是舒莉的襯托，並補充道兩者之間在有着“相似之處”的同時“極為不同”；威廉斯和舒莉的關係標誌着探索“黑人的多樣化經歷”，就如帝查拉與齊爾蒙格在2018年電影《黑豹》中的關係般。 |
| 溫斯頓·杜克                      | 恩巴庫                                | 瓦干達的化外之地賈巴里部落（Jabari）的領袖。杜克表示，隨著賈巴里人參與2018年電影《復仇者聯盟3：無限戰爭》和2019年電影《復仇者聯盟4：終局之戰》中的事件後，賈巴里部落不再與瓦干達中的其他地區隔絕。他又認為恩巴庫正試圖在瓦干達的新時代中“弄清楚該如何前進”，就像現實世界中的人們需要應對2019冠状病毒病疫情。 |
| 米凱拉·柯爾                      | 亞莉卡／午夜天使                      | 瓦干達的一名戰士，朵拉親衛隊的成員；後來與奧科耶一起穿上「午夜天使」盔甲，亦與艾歐有著曖昧的關係。柯爾被該角色在漫畫中的酷兒形象所吸引，庫格勒則把亞莉卡描述為“類似反抗者”。 |
| 佛羅倫絲·卡森巴 Florence Kasumba | 艾歐 Ayo                              | 朵拉親衛隊的成員兼二把手，與亞莉卡有著曖昧的關係。 |
| 馬丁·費里曼                      | 艾佛瑞特·羅斯                         | 美國中央情報局探員，於前作受到致命傷時曾到瓦干達接受治療。費里曼此前在2016年電影《美國隊長3：英雄內戰》和前作《黑豹》中飾演該角色。 |
| 茱莉·路易絲-卓佛                 | 瓦倫緹娜·艾蕾格拉·德芳亭女伯爵        | 新任中央情報局局長，羅斯的前妻。路易絲-卓佛此前於2021年的第四階段影集《獵鷹與酷寒戰士》第五、六集和電影《黑寡婦》的片尾彩蛋中飾演該角色。 |
| 瑪貝爾·卡德納                    | 納摩拉                                | 納摩的表妹兼左右手。 |
| ·利                              | 阿圖瑪                                | 納摩的左右手，戰鬥力超群的塔洛坎最強戰士。 |
| 蕾克·貝爾                        | 博士                                  | 一名負責中央情報局汎合金搜索行動的科學家。貝爾此前曾在動畫影集《無限可能：假如…？》中聲演「黑寡婦」娜塔莎·羅曼諾夫。 |
| 羅伯特·約翰·伯克                 | 史密提                                | 海豹部隊指揮官。 |
| 麥可·B·喬丹                      | 尼賈達卡／「齊爾蒙格」艾瑞克·史蒂芬斯 | 客串，在舒莉服用人造心型藥草後於祖靈平原與她交談。帝查拉和舒莉的堂兄，瓦干達的流亡者。在父親死後獨自在美國黑人受壓迫的社會中長大，成為以暴制暴的強大戰士，亦曾試圖推翻帝查拉；喬丹此前於前作中飾演此角色。 |
| 迪萬·洛夫·柯納杜-森                            | 帝查拉二世／杜桑                      | 於片尾彩蛋中客串，帝查拉和娜奇雅的兒子，與母親隱居於海地角。 |

此外，伊薩赫·德·班克爾、多蘿西·斯蒂爾和丹尼·薩帕尼回歸分別飾演河川部落、商人部落和邊境部落長老。在前集中飾演採礦部落長老查瓦瓦利（Zawavari）的康尼·丘梅回歸飾演在本集中接任祖利的地位的該角色。瑪麗亞·梅賽德斯·科羅伊飾演納摩的母親，卡馬努·烏斯曼飾演一名海軍軍官。·諾亞回歸聲演舒莉開發的人工智能葛里奧（Griot），CNN新聞主播·飾演自己。夫特別客串美國國務卿一角。由查特域克·保斯曼生前飾演的「黑豹」帝查拉此前在漫威電影宇宙電影中的片段畫面出現在片頭和結尾中。

## 製作

### 開發

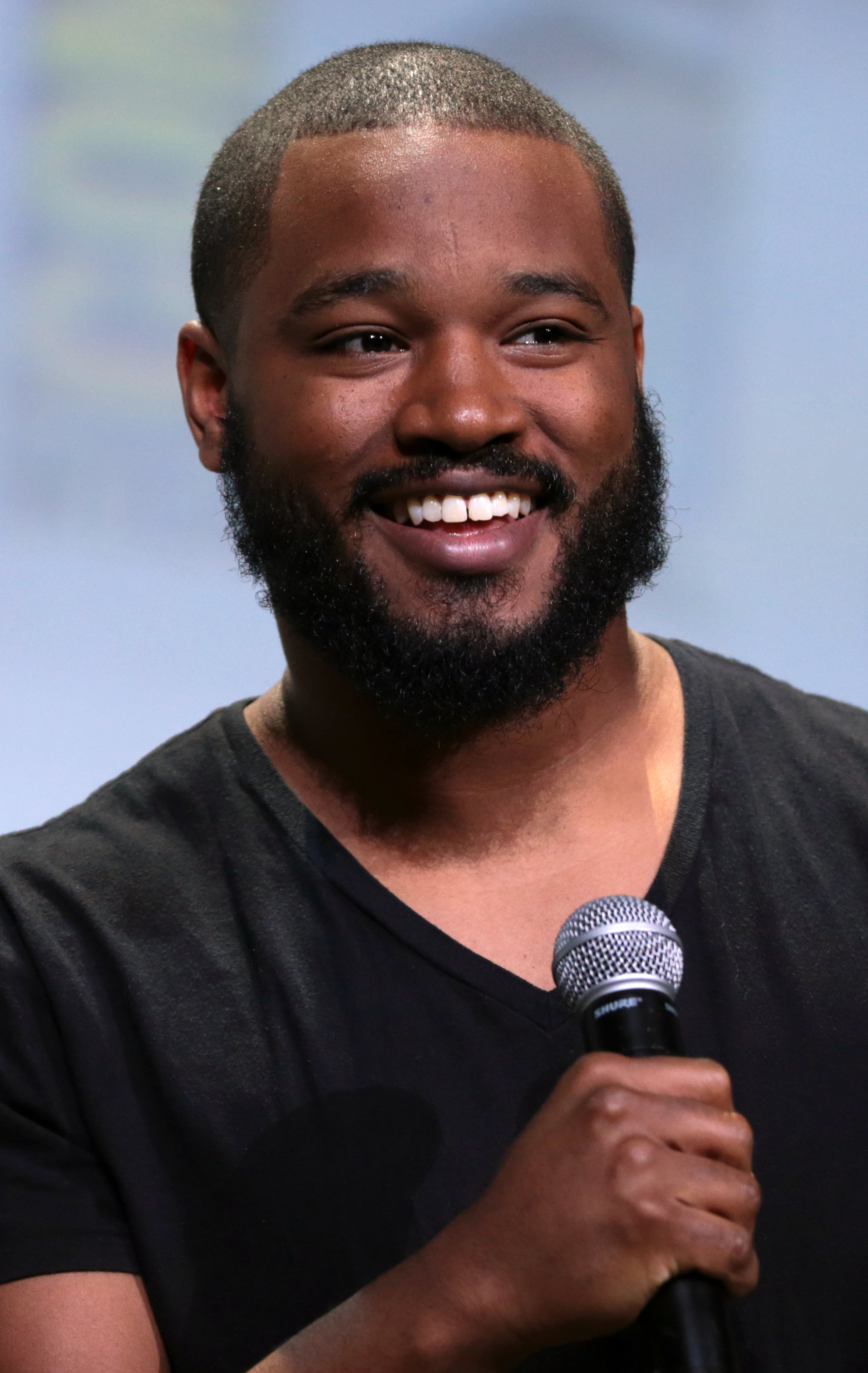
導演兼編劇瑞恩·库格勒

2018年2月，在電影《黑豹》上映後，製片人凱文·費吉表示關於黑豹「還有很多很多故事要講述」，他希望瑞恩·庫格勒能繼續回歸執導續集並參與編劇。漫威影業希望能「盡可能完整地」保留這個富有創造力的團隊。華特迪士尼影業集團董事長艾倫·霍恩表示儘管目前關於續集「言之尚早」，但歡迎庫格勒回歸參與續集的製作。庫格勒表示希望在以後的影片中仍能看到查特域克·保斯曼飾演的「黑豹」帝查拉成長為真正的瓦干達國王，因為在漫威電影宇宙中，他的統治才剛剛開始，而漫畫中的帝查拉在幼年時就已經成為了國王。同年3月，凱文·費吉表示關於續集「沒有具體的內容可以透露」，但是「續集已經有諸多想法和明確的方向」。保斯曼的經紀人麥可·格林（Michael Greene）曾與漫威商談，保斯曼在接下來的《黑豹》兩部續集中，分別能夠獲得1000萬美元和2000萬美元的片酬。10月，瑞恩·庫格勒與漫威簽訂了執導續集和參與編劇的協議。在第一部電影大獲成功之後，漫威一直打算與庫格勒再度合作，但是庫格勒不急於此。在第一部電影上映幾個月后，雙方「低調地」完成了續集的合作協議。依照約定，庫格勒在2019年完成劇本，影片計劃於2019年後期或者2020年初開機拍攝。11月，莉蒂西亞·萊特確認回歸續集，繼續出演帝查拉的妹妹舒莉。 
2019年1月，在第25屆美國演員工會獎頒獎禮上，飾演瓦干達王國的母后拉瑪達的安琪拉·貝瑟被問及主演們是否出演續集之時，她的丈夫寇特尼·B·凡斯表示包括麥可·B·喬丹在內的主演均會回歸，雖然喬丹所飾演的艾瑞克·齊爾蒙格已經在第一部影片中死亡，但貝瑟補充道「嚴格地說，我們並沒有看到他跌入海中。」。6月，凱文·費吉否認了凡斯的說法，表示影片尚未立項，瑞恩·庫格勒剛剛開始創作故事大綱，還未與費吉或聯合製片人內特·摩爾討論相關事宜。7月，約翰·卡尼爾表示有意繼續出演帝查卡，達娜·古瑞拉表示瑞恩·庫格勒已經告知自己，她將在續集中繼續出演奧科耶。2019年7月20日，凱文·費吉在聖地牙哥國際漫畫展上公佈《黑豹2》正式立項。8月，馬丁·費里曼確認回歸，在影片中再次出演美國中情局探員艾佛瑞特·羅斯。2019年8月24日，導演瑞恩·庫格勒在D23博覽會透露影片將於2022年5月6日在美國上映，并公佈影片的暫定名稱為《黑豹2》（Black Panther II）。凱文·費吉還表示瑞恩·庫格勒已經完成劇本，其中包括影片的正式片名，並在影片中引入新的反派角色。2019年底，露絲·E·卡特確認她將繼續擔當《黑豹2》的服裝設計師，並透露她已經在秋天著手工作。保斯曼在2021年動畫影集《無限可能：假如…？》第一季第二集〈假如帝查拉成為星爵〉中回歸聲演帝查拉。
2020年8月，飾演「黑豹」帝查拉的男主角查特域克·保斯曼因罹患大腸癌逝世，導演瑞恩·庫格勒、製片人凱文·費吉以及其他漫威影業高管表示此前沒有得知保斯曼的病情，庫格勒稱「去年在準備劇本期間，構思並撰寫保斯曼（在影片中）的台詞，但是我們注定不會聽到了。」
保斯曼在逝世前幾週已因病而變得更瘦，並已準備好趕在2021年3月續集開機拍攝前於2020年9月開始增重。《好萊塢報導》稱有業內人士認為迪士尼可以選擇重新選角，但可能會引起粉絲強烈抗議，並促使演員之間進行比較；另一個提議是迪士尼改變計劃，依照漫畫中的情節讓舒莉接任黑豹。保斯曼逝世時，庫格勒正在撰寫劇本，並已經向漫威提交劇本草案。2020年11月，執行製片人維多利亞·阿隆索表示，不會在《黑豹2》中採用電腦成像技術替代過世的查特域克·保斯曼飾演「黑豹」帝查拉，並補充道漫威正在花時間研究接下來要做什麼以及如何做。同月，露琵塔·尼詠歐、溫斯頓·杜克和安琪拉·貝瑟確定分別回歸出演娜奇雅、恩巴庫和拉瑪達；泰諾克·烏爾塔·梅嘉正與漫威商談，有望出演一個敵對角色。此時，《好萊塢報導》稱影片的開機時間延後至2021年6月或7月。
2020年12月，凱文·費吉在迪士尼投資人會議上稱，為紀念查特域克·保斯曼，不會對「黑豹」帝查拉重新選角，希望在《黑豹2》中「繼續探索世界並豐富《黑豹》中引入的多個角色形象。」同月，《黑豹2》的上映日期被推遲至2022年7月8日。費吉其後重申不會採用電腦成像令保斯曼出現在電影中，並表示“現時重新選角感覺為時過早”，又指漫威電影宇宙內外的世界仍在適應失去保斯曼。12月底，保斯曼的化妝師珊·理查茲（Siân Richards）確定回歸參與續集製作。保斯曼的個人服裝設計師克雷格·安東尼（Craig Anthony）表示，由於保斯曼身故，他不會參與續集製作。保斯曼的髮型設計師黛德拉·迪遜（Deidra Dixon）仍不確定是否會回歸參與續集製作。2021年1月，費吉重申不會在續集中使用電腦成像技術替代已去世的保斯曼，同時表示影片的「首要焦點」為瓦干達，在該虛構國度中探索角色的發展歷程和不同的亞文化。同月，麥可·B·喬丹表示因為對角色以及與庫格勒合作的熱愛而有意回歸繼續出演艾瑞克·齊爾蒙格。2月，丹尼爾·卡盧亞表示不確定是否會回歸繼續出演烏卡比，其最終亦因為與2022年電影的檔期衝突而無緣回歸。

### 前期製作
2021年3月，露琵塔·尼詠歐稱續集與第一部《黑豹》有著很大不同，每個參與其中的工作人員均致力於延續保斯曼未完成的事。同月，庫格勒透露仍在撰寫劇本，又指在缺乏查特域克·保斯曼的情況下製作電影是他職業生涯中最艱難的事，並補充道保斯曼與他合作完成了前作，現在卻只剩下他這位導演在延續這份工作；在保斯曼去世前，電影已進入了計畫階段，當中的許多元素庫格勒亦加以重用，並結合和應用“那些與他一樣受到傷害的人們能實際呈現和執行並藉以完全擺脫這種情緒的主題”。此外，庫格勒亦指原劇本中探討了帝查拉在彈指事件後處理恢復生活的問題、以及“在消失了整整五年後感歎失去了的時間”，而且還涉及他和因彈指事件而素未謀面的兒子杜桑的關係；原劇本亦包含了納摩和瓦倫緹娜·艾蕾格拉·德芳亭，其中德芳亭的戲份比電影中更多。萊特補充道舒莉本將成為第二位黑豹，並與帝查拉並肩作戰。馬丁·費里曼稱他將很快與庫格勒會面。4月，庫格勒在一篇專欄文章中透露，雖然喬治亞州於2021年3月通過了《2021年選舉公平法》，影片仍定於該州的亞特蘭大開機拍攝。雖然庫格勒本人不讚成這項法案，但他認為因而抵制在該州進行影視製作的做法會對已經受僱的相關從業人員造成負面影響。他稱會致力於提升民眾對推翻這項法案的認知。同月，尼詠歐透露為了致敬保斯曼，庫格勒「重塑」了關於電影的構想，她認為「從精神和情感的兩個方面考慮」，庫格勒都是在做正確的事情。
聯合製片人內特·摩爾描述電影為“在處理悲慘的損失時繼續前進的方法，無論新舊角色都在處理損失以情緒化和令人驚訝的方式所帶來的影響”。電影亦將繼續探索前集中的女權主義主題，尼詠歐指電影將處理女性角色的“信仰、激情、愛情和爭議”、創造“強有力的戲劇”，又認為人們正努力將世界變得像瓦干達那般。電影亦將會介紹漫威電影宇宙的全新角色納摩，而由於需避免與競爭對手DC娛樂旗下角色水行俠出現被進行比較的情況，其家鄉由漫畫中的亞特蘭提斯變為塔洛坎。塔洛坎是一個受古代瑪雅文明啟發、“奢華”且隱蔽的美索美洲水底文明，由創作團隊與瑪雅的歷史學家和專家合作展現，在融合亞特蘭提斯和美索美洲的設定時則參考了伊格內修斯·L·唐納利所著的1882年書籍《亞特蘭蒂斯：太古的世界》。庫格勒指塔洛坎與瓦干達的相似之處在於兩者皆是隱蔽的先進文明，摩爾表示兩者“經常處於衝突之中，因為它們大同小異；他們更願意隱藏自己、與世隔絕，有着非常強大且對世界應有的樣子擁有強烈觀點的國王”。
漢娜·貝希勒回歸擔任美術指導，稱自己在電影中展現這個不同版本的亞特蘭提斯時作出了認真徹底的深入了解，並在1975年電影《大白鯊》和1977年電影《第三類接觸》以及傑克·科比的漫畫中取得靈感。服裝設計師露絲·E·卡特在塔洛坎人的服飾中加入了玉石和海洋元素，並在羽毛頭飾中混入了獅子魚和鯊魚等海洋生物的特徵；許多服裝因水下拍攝的份量而需要在水中進行測試。2021年5月，漫威公佈公佈影片的正式片名為《黑豹2：瓦干達萬歲》（Black Panther: Wakanda Forever）；「瓦干達萬歲」在本來的計劃中是《黑豹3》的副標題，但創作團隊其後決定將其用於《黑豹2》，摩爾表示該標題“感覺不錯，因為它是關於在逆境中取勝的故事，這是一個關於留傳的故事、這是一個關於堅持的故事，而『瓦干達萬歲』正好展現出了上述的特徵”。5月底，費里曼透露已經參閱劇本。6月底，美國麻省伍斯特市經濟發展辦公室業務發展經理艾德加·盧納（Edgar Luna）稱影片製作組的技術部門已於6月25日當週到達該市，偵察和檢查拍攝地點，其中包括伍斯特市的警察總局。

### 拍攝

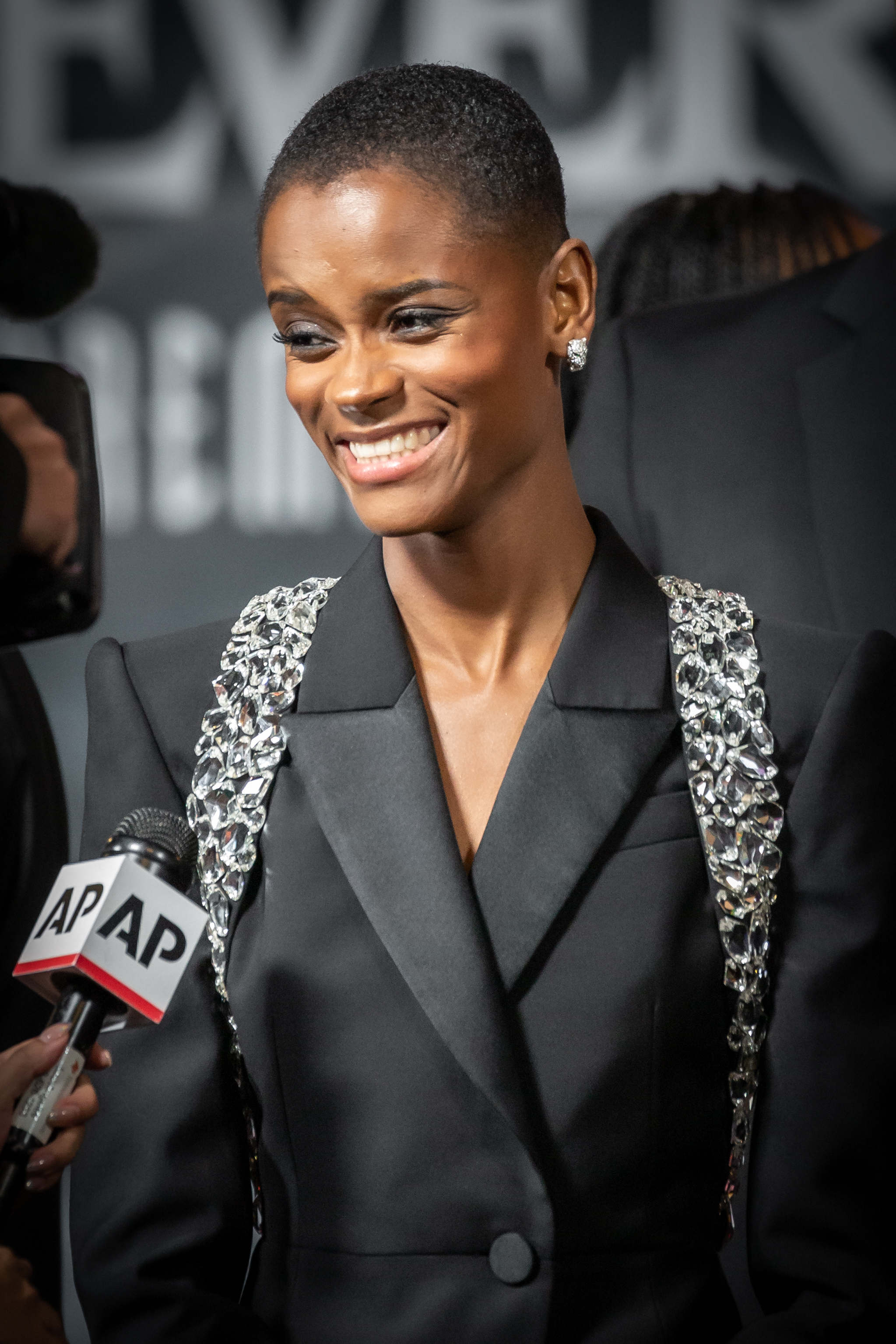
主演莉蒂西亞·萊特在《黑豹2：瓦干達萬歲》的首映禮

在查特域克·保斯曼因病離世之前，影片的主體拍攝原計劃於2021年3月1日在喬治亞州的亞特蘭大開機。2020年11月，《好萊塢報導》稱開機時間延後至2021年6月或7月。2021年6月29日，劇組開始在亞特蘭大的三石製片廠開啟影片製作。工作標題為「暑假」（Summer Break），將拍攝6個月。曾參與2021年影集《洛基》第一季製作的奧特姆·杜拉爾德·阿卡波接替首部電影的攝影師瑞秋·莫里森擔當攝影指導。莫里森此前與庫格勒長期合作，但2019冠狀病毒病疫情導致的製作延期造成了拍攝檔期與她執導電影《Flint Strong》的製作日期衝突，因此未能參與《黑豹2：瓦干達萬歲》的製作。在討論以變形鏡頭代替球形鏡頭時，庫格勒解釋道“稍微扭曲圖像”的變形鏡頭比較適合電影“因失去而蒙上陰影”的主題，又表示“深刻的損失會扭曲人對世界的看法”。萊特、古瑞拉、尼詠歐和卡森巴在片場會一起面對保斯曼的去世所帶來的悲痛，萊特和古瑞拉亦會通過一起散步來互助互勵；古瑞拉表示自己往往在拍攝王位的場景時變得非常情緒化，因為這些場景會勾起她在前作中與保斯曼一起工作的記憶，並指庫格勒會幫助她平復心情。
7月，安琪拉·貝瑟透露由於保斯曼的離世，電影劇本至少經過了五次修改，又透露前作的聯合編劇喬·羅伯特·柯爾參與劇本創作，凱文·費吉隨後證實柯爾為編劇之一。同月，米凱拉·柯爾確定參演影片，出演未公布角色。8月，伊薩赫·德·班克爾確認回歸飾演河邊部落長老；多米妮克·索恩開始拍攝電影中莉莉·威廉斯的戲份，並將在Disney+影集《鋼鐵心》中繼續出演該角色。同月，製作組在伍斯特市和麻省理工學院進行拍攝作業，劇組亦於8月18日在伍斯特市拍攝汽車追逐的場景。8月23日至24日，劇組在伍斯特市的歐內斯特·A·約翰遜隧道（Ernest A. Johnson Tunnel）拍攝一場追逐戲。8月25日，萊特在波士頓片場拍攝特技場景時發生意外受輕傷而被送院醫治，並於9月回到倫敦的家中休養，製作組便先行拍攝其他場景。10月15日，回歸飾演商人部落長老的演員多蘿西·斯蒂爾於拍攝作業進行其間在家中去世。
10月底，《黑豹2：瓦干達萬歲》的美國上映日期延後至2022年11月11日。10月22日，劇組移至喬治亞州布朗斯維克的瑪麗·羅斯海濱公園（Mary Ross Waterfront Park），10月28日至11月2日進行拍攝作業。布朗斯維克登陸碼頭（Brunswick Landing Marina）公司經理麥可·圖拉斯（Michael Torras）透露劇組將租用一艘300英呎的遊輪參與拍攝水上場景，布朗斯維克市中心開發局局長馬修·希爾（Matthew Hill）則表示大部分場景拍攝都是劇組在晚上完成的。11月5日，劇組完成拍攝萊特以外的場景。由於萊特出現肩部骨折和腦震蕩的症狀，傷情比最初診斷的更嚴重，劇組於11月19日暫停拍攝作業，影片的上映日期則未被影響。《好萊塢報導》稱美國疾病控制與預防中心於11月8日宣布實施的防疫新規中，要求非美國公民在前往美國時提供全面接種2019冠狀病毒病疫苗的證明可能影響到《黑豹2：瓦干達萬歲》的拍攝進度，因為身為非美國公民的萊特不願接種疫苗。12月中旬，《好萊塢報導》證實萊特將參與劇組在2022年1月在亞特蘭大恢復的拍攝；費吉、摩爾和執行製片人路易斯·德·埃斯波西托亦確認萊特為影片的新主角。
2022年1月中旬，劇組在萊特康復後開始為期四週的拍攝作業。由於包括尼詠歐在內的多名演職人員在2019冠狀病毒病病毒檢測結果為陽性，原計劃於1月10日開始的復拍只好推遲一週。當時，《好萊塢報導》稱溫斯頓·杜克因在影片中的戲份加重而開始與漫威商談提高片酬。2022年2月，露琵塔·尼詠歐透露丹尼·薩帕尼回歸飾演邊境部落的長老。3月13日，多米妮克·索恩完成自己相關戲份的拍攝。製作組稍後移至波多黎各取景拍攝，3月24日殺青。

### 後期製作
2022年4月，斯泰西·卡巴列羅（Stacy Caballero）擔當露絲·E·卡特的服裝設計師助理。6月，烏爾塔確認參演電影。7月，在2022年聖地牙哥國際漫畫展上，烏爾塔、柯爾、瑪貝爾·卡德納（Mabel Cadena）和艾力克斯·利維納利出演的角色確認分別為納摩、瓦干達戰士亞莉卡（Aneka）、納摩的表妹納摩拉和塔洛坎戰士阿圖瑪，佛羅倫絲·卡森巴亦確認回歸飾演艾歐。一眾演員在漫畫展上露面後參與了重新拍攝，烏爾塔表示重新拍攝的內容是一些“缺少了的小部份”。其後，卡馬努·烏斯曼、李察·席夫以及曾在2021年影集《無限可能：假如…？》中聲演其他時間線中的「黑寡婦」娜塔莎·羅曼諾夫的蕾克·貝爾分別於7月底、9月和10月確定參演影片。《黑豹》的後期剪接師麥可·P·薛佛回歸負責電影的剪接工作。
片尾彩蛋前的字幕片段由視覺效果特效公司設計，字幕的背景為燃燒中的喪服，最後以舒莉的黑豹戰衣作為電影標題的背景。片段使用電影設備公司全景電影的防火相機進行真實拍攝，使用的布料為電影中舒莉的喪服，在布料上點燃的火焰經特別處理而絕對受控。電影只包含一個片尾彩蛋，摩爾解釋道創作團隊“認為結局很詩意”，於片尾再加上一個額外的場景會“讓他們感覺有點不誠實”。

### 音樂
2021年9月，曾為庫格勒此前的作品作曲的魯德溫·葛瑞森確定擔當電影的配樂師。電影的配樂原聲帶於2022年11月11日電影上映當天由好萊塢唱片和漫威音樂聯合發行。
另外，漫威音樂和好萊塢唱片於2022年7月25日聯合發行了電影的音樂原聲帶迷你專輯《黑豹2：瓦干達萬歲序章》（Black Panther: Wakanda Forever Prologue）。11月4日，搖滾國度、和好萊塢唱片亦聯合發行了電影合輯原聲帶《黑豹2：瓦干達萬歲——音樂源於和靈感源自》（Black Panther: Wakanda Forever – Music from and Inspired by）。

## 市場營銷
2022年4月，電影的首支片段在電影博覽上於影業的發佈會期間在迪士尼未來電影作品合集中展示。7月23日，費吉、庫格勒和一眾演員在2022年聖地牙哥國際漫畫展上為電影進行了宣傳，前導預告亦在歌手巴巴·馬爾、傳訊鼓手馬桑巴·迪奧普（Massamba Diop）和其他非洲鼓手與舞者的現場表演配合下發佈，配樂為·馬利歌曲〈不，女人，不要哭〉的翻唱版和肯的歌曲。前導預告在釋出後的24小時內達到1.72億的觀看次數。電影的Funko人偶外型於隔日公開。
電影的片段在全美電影日被收錄在各影業未來上映電影的作品合集中。庫格勒、萊特、杜克、貝瑟和烏爾塔在2022年D23博覽會中宣傳電影，並釋出了獨家片段。正式預告於2022年10月3日發佈。隔週，漫威與目標百貨共同舉辦了一場廣告活動，並推出了由馬立克·維塔爾（Malik Vitthal）執導的一分鐘廣告，展示由索恩飾演的莉莉·威廉斯製作鋼鐵心一型動力服的場景；威廉斯於目標百貨在其中一位女孩的身上取得了靈感，從而製作了動力服的電源。廣告中出現了一些漫威電影宇宙的彩蛋，配樂為賈奈兒·夢內與·威廉斯的歌曲；影片於2022年10月16日上載至網上，並於隔日在《週一足球夜》節目播出期間播放；此外，目標百貨還在門市推出了漫威的獨家商品和擴增實境體驗。同月，雪碧零卡與行了一項營銷活動，通過威頓與甘迺迪和動量全球（Momentum Worldwide）為電影進行宣傳。由達娜·古瑞拉飾演的奧科耶出現在了凌志的RZ 450e宣傳廣告中，凌志亦與在全球首映期間合作為朱朱·史密斯-舒斯特設計了一輛凌志LC敞篷車，該車輛和凌志GX皆出現在了電影中。
11月1日，麥當勞開始銷售《黑豹2：瓦干達萬歲》的開心樂園餐，隨餐附送玩具的套裝為電影的十個角色。由塔-奈西希·科特斯主持的《瓦干達萬歲：官方黑豹播客》（Wakanda Forever：The Official Black Panther Podcast）在與一眾演員和工作人員的訪談中討論了電影的製作流程，首集於2022年11月3日首播，後續的五集將由2023年1月起每週發佈。《漫威影業：傳奇角色》於2022年11月4日發佈的三集以帝查拉、舒莉和朵拉親衛隊此前出現的漫威電影宇宙場景探索該三位角色，由羅賓·主持的20/20特輯《黑豹：探索瓦干達》（Black Panther: In Search of Wakanda）亦在ABC播出。Calty設計研究公司、阿迪達斯體驗式設計教育學院（Adidas School for Experiential Education in Design）和合作設計了一輛靈感源自於電影的凌志RX 500h F Sport，以慶祝阿迪達斯的「瓦干達萬歲系列」（Wakanda Forever Collection）開售。據報各廣告商為《黑豹2：瓦干達萬歲》的宣傳活動總共支付了超過1億美元。

## 發行

### 影院上映
2020年4月，漫威公佈《黑豹2：瓦干達萬歲》原計劃於2022年5月6日在美國上映。12月，上映日期被推遲至2022年7月8日。2021年10月，上映日期再延後至2022年11月11日。2022年10月26日，電影在好萊塢的埃爾卡皮坦劇院和杜比劇院舉行首映，並於11月9日開始在全球各地上映。2023年2月7日，電影於中國大陸上映，成為繼2019年上映的無限傳奇完結作《蜘蛛人：離家日》後第一部在中國大陸上映的漫威電影宇宙電影。雖然法國明文規定任何電影需在院線上映17個月後才可上線串流媒體平台，但電影仍將會在法國上映，迪士尼作出該決定是因為法國政府在下令迪士尼電影《奇異冒險》只可在Disney+上線後承認了串流媒體平台窗口期需與時並進地作出改進；根據現有的規定，電影在2024年初才會上線Disney+。一些關於艾歐和亞莉卡之間同性戀關係的畫面以及一些其他的鏡頭在科威特上映時被刪。《黑豹2：瓦干達萬歲》屬於漫威電影宇宙第四階段。

### 家庭媒體
2023年1月，《黑豹2：瓦干達萬歲》確定於2月1日在Disney+上線。超高清藍光光碟、藍光光碟和DVD版亦於2023年2月7日由華特迪士尼家庭娛樂公司發行，家庭媒體包括DVD講評、刪減場景、NG片段和各種幕後花絮片段。在Disney+上線後，電影首五天的播放時長成為該平台全球收視率最高的漫威電影首播。

## 迴響

### 票房
截至2023年3月8日，《黑豹2：瓦干達萬歲》在北美地區的票房收入為4.538億美元，在其他地區為4.049億美元，全球總票房為8.587億美元。全球開畫週末收穫3.316億美元，創下2019冠狀病毒病疫情期間第三高的電影開畫票房成績，僅次於《蜘蛛人：無家日》（6.01億美元）和《奇異博士2：失控多重宇宙》（4.52億美元）。
《好萊塢報導》指《黑豹2：瓦干達萬歲》在北美地區的開畫首週票房預計為1.75億美元。2022年11月，稱影片的北美首週末開畫票房預計落在1.7億至2.05億美元之間，美國國內總票房預計落在4.35億至5.43億美元之間。影片上映首日收穫8430萬美元（含周四晚點映的2800萬美元），並在開畫週末收穫1.813億美元，成為影史上開畫票房成績最佳的11月電影以及在週末票房榜登頂，亦創下了疫情期間第三高的電影開畫週末票房成績，僅次於《蜘蛛人：無家日》（2.6億美元）和《奇異博士2：失控多重宇宙》（1.87億美元）。開畫次週末收穫6650萬美元，比首週末票房下降了63%，票房榜榜首之位則維持不變。第三週末收穫4560萬美元，比次週末票房下降了31%，並於5天感恩節週末收穫6380萬美元。第四週末收穫1750萬美元，比第三週末票房下降了61%；第五週末收穫1120萬美元，比第四週末票房下降了36%。第六週末收獲530萬美元，比第五周末票房下降了52%，並被全球史上最高票房收入電影《阿凡達》的續集《阿凡達：水之道》於票房榜超越，失去一直維持不變的榜首之位。電影在2022年北美地區電影票房榜上排名第三，僅次於《捍衛戰士：獨行俠》及《阿凡達：水之道》。
影片於開畫週末在50個海外市場收穫1.503億美元，創下奈及利亞影史上最佳開畫票房成績以及2022年法國和南非第二高的票房成績。迪士尼的非洲子公司指電影在西非、東非和南非洲地區分別創下影史最佳票房紀錄、2022年最佳開畫票房紀錄，以及影史第二高的開畫票房紀錄。開畫票房成績最好的五個市場分別為英國與愛爾蘭（1500萬美元）、法國（1370萬美元）、墨西哥（1280萬美元）、韓國（890萬美元）和巴西（710萬美元）。開畫次周末收穫6980萬美元，比首周末票房下降了49%。第三周末收穫3210萬美元，比首周末票房下降了53%。截至2023年2月14日，票房成績最好的市場依次為英國（4090萬美元）、墨西哥（3590萬美元）、法國（3310萬美元）、巴西（2140萬美元）和澳洲（2050萬美元）。然而影片在中国上映首日的票房仅为2120万元，成为漫威近十年在中国开画成绩最差的作品。
| 上一届： 《黑亞當》   | 2022年美國週末票房冠軍 第45-49週 | 下一届： 《阿凡達：水之道》 |
| 上一届： 《正義迴廊》 | 2022年香港一週票房冠軍 第45-47週 | 下一届： 《正義迴廊》       |
| 上一届： 《正義迴廊》 | 2022年香港週末票房冠軍 第46-48週 | 下一届： 《正義迴廊》       |
| 上一届： 《黑亞當》   | 2022年台北週末票房冠軍 第46-50週 | 下一届： 《阿凡達：水之道》 |

### 評價
媒體和影評家對本片的評價以正面為主。根据評論匯總网站爛番茄汇总的448篇评论文章，84%的评论家给予该作正面评价，使之獲得「認證新鮮」標識，平均打分为7.2分（满分10分）。该网站总结的评论家共识是“《黑豹2：瓦干達萬歲》是一個令人心酸的致敬，令人滿意地推動了系列向前發展，標誌著雄心勃勃的漫威電影宇宙取得了情感方面的勝利”，並將電影評為2022年最佳漫畫改編電影第二名，僅次於《蝙蝠俠》。在Metacritic上，62位影評人共給予了67分的分數（滿分100分），這部電影獲得了「普遍好評」。受PostTrak調查的觀眾對電影的平均評分為93%，85%的觀眾稱必定推薦；受影院評分調查的觀眾對電影的平均評分則為「A」。

### 榮譽
《黑豹2：瓦干達萬歲》獲提名或贏得了無數獎項，當中大多數提名與電影本身、演出、服裝設計、製作過程和配樂相關。貝瑟因出演拉瑪達王太后一角廣受讚譽，並贏得了金球獎最佳女配角，成為首位憑藉漫威電影獲頒主要個人演出類獎項的演員。電影在奧斯卡金像獎、英國電影學院獎、獎、金球獎和美國演員工會獎分別獲提名了五項（贏得一項）、一項、六項（贏得兩項）、兩項（贏得一項）和兩項獎項，並憑貝瑟獲提名的奧斯卡最佳女配角成為第一部獲提名奧斯卡演出獎的漫威電影。

## 相關媒體

### 紀錄片特輯
2021年2月，迪士尼宣佈製作紀錄片影集《漫威影業：創作大本營》，包括漫威電影宇宙電影和影集項目的幕後製作花絮，並採訪主要演員和創意團隊。以電影《黑豹2：瓦干達萬歲》為主題的特輯於2023年2月8日釋出。

## 未來

### 續集
2022年11月，據報庫格勒與費吉已就《黑豹3》展開商談。2023年1月，萊特表示認為第三作正在考慮開發與否，並指演員和庫格勒在開始製作第三作之前需要“稍微休息一下……重新組合”。

### 《鋼鐵心》
2022年11月，聯合製片人內特·摩爾指2023年第五階段影集《鋼鐵心》將作為電影的直接續集，索恩將於該影集中回歸出演「鋼鐵心」莉莉·威廉斯。

## 備註
1. ↑  依照漫威電影宇宙上映次序。
2. ↑  依照漫威電影宇宙中故事發生的時間次序，參見漫威电影宇宙#時間線。
3. ↑  參見2018年電影《黑豹》。
4. ↑  參見2018年電影《復仇者聯盟3：無限之戰》。
5. ↑  西班牙原文為，意即「沒有愛的孩子」。

## 資料來源
1. ↑  . British Board of Film Classification.   [2022-11-03]. （原始内容存档于2022-11-15）.
2. ↑  Rubin, Rebecca. . Variety. 2022-11-08  [2022-11-08]. （原始内容存档于2022-11-08）.
3. 1 2 3  . Box Office Mojo. IMDb.   [2023-03-08].
4. 1 2  Black Panther: Wakanda Forever (2022) at The Numbers. Nash Information Services, LLC. Retrieved 2023-03-08.
5. ↑  . 2019-08-24  [2023-09-10]. （原始内容存档于2022-08-28）.
6. 1 2  Fleming Jr, Mike. . Deadline Hollywood. 2018-11-08  [2018-11-09]. （原始内容存档于2018-11-09） （美国英语）.
7. 1 2 3 4 5 6 7 8 9  Kit, Borys; Couch, Aaron. . The Hollywood Reporter. 2020-11-20  [2020-11-20]. （原始内容存档于2020-11-20） （美国英语）.
8. 1 2 3 4 5 6 7 8 9  Coggan, Devan. . Entertainment Weekly. 2022-10-03  [2022-10-05]. （原始内容存档于2022-10-04）.
9. 1 2  . Marvel.com. 2022-10-03  [2022-10-04]. （原始内容存档于2022-10-04）.
10. 1 2 3 4 5 6 7  Coggan, Devan. . Entertainment Weekly. 2022-10-03  [2022-10-04]. （原始内容存档于2022-10-04）.
11. 1 2  Panaligan, EJ. . Variety. 2022-10-03  [2022-10-04]. （原始内容存档于2022-10-04）.
12. ↑  Travis, Ben. . Empire. 2022-09-26  [2022-09-26]. （原始内容存档于2022-09-26）.
13. ↑  Dominguez, Noah. . CBR. 2022-10-02  [2022-10-30]. （原始内容存档于2022-10-17）.
14. ↑  Laudenbach, Sarah. . Screen Rant. 2022-10-29  [2022-10-30]. （原始内容存档于2022-10-29）.
15. 1 2  Green, Emily. . Vice. 2022-06-02  [2022-06-02]. （原始内容存档于2022-06-02）.
16. ↑  Codega, Linda. . Gizmodo. 2022-09-01  [2022-09-01]. （原始内容存档于2022-09-01）.
17. ↑  Jones, Marcus. . IndieWire. 2022-11-14  [2022-11-16]. （原始内容存档于2022-12-06）.
18. 1 2  Bonomolo, Cameron. . ComicBook.com. 2019-07-26  [2019-07-26]. （原始内容存档于2019-07-26） （美国英语）.
19. ↑  Vincent, Maxance. . Screen Rant. 2022-10-31  [2022-10-31]. （原始内容存档于2022-10-31）.
20. ↑  Tyrrell, Caitlin. . Screen Rant. 2022-11-01  [2022-11-04]. （原始内容存档于2022-11-04）.
21. ↑  Mishra, Shrishty. . Collider. 2022-10-03  [2022-10-04]. （原始内容存档于2022-10-04）.
22. ↑  Gearan, Hannah. . Screen Rant. 2022-07-26  [2022-07-30]. （原始内容存档于2022-07-28）.
23. ↑  Nnadi, Chioma. . Vogue. 2022-10-06  [2022-10-07]. （原始内容存档于2022-10-07）.
24. 1 2 3 4  D'Alessandro, Anthony; Fleming, Ryan; Grobar, Matt. . Deadline Hollywood. 2022-07-23  [2022-07-24]. （原始内容存档于2022-07-24）.
25. 1 2  Mancuso, Vinnie. . Collider. 2019-08-16  [2019-08-16]. （原始内容存档于2019-08-16） （美国英语）.
26. ↑  Polo, Susana; Patches, Matt; Goslin, Austen. . Polygon. 2022-11-10  [2022-11-11]. （原始内容存档于2022-11-11） （美国英语）.
27. 1 2  Adams, Timothy. . ComicBook.com. 2022-10-27  [2022-10-27]. （原始内容存档于2022-10-27）.
28. ↑  Leishman, Rachel. . Collider. 2022-11-12  [2022-11-14]. （原始内容存档于2022-11-15）.
29. ↑  Moreau, Jordan. . Variety. 2022-11-11  [2022-11-11]. （原始内容存档于2022-11-12）.
30. ↑  Lussier, Germain. . Gizmodo. 2022-11-11  [2022-11-11]. （原始内容存档于2022-11-11）.
31. 1 2  Morales, Wilson. . Black Film and TV. 2021-08-06  [2021-09-20]. （原始内容存档于2021-08-06） （美国英语）.
32. 1 2  . WSB-TV. 2021-10-15  [2021-10-16]. （原始内容存档于2021-10-16） （美国英语）.
33. 1 2  Beresford, Trilby. . The Hollywood Reporter. 2021-10-15  [2021-10-16]. （原始内容存档于2021-10-16） （美国英语）.
34. 1 2 3  Jacobs, Mira. . CBR. 2022-02-18  [2022-02-20]. （原始内容存档于2022-02-20） （美国英语）.
35. ↑  García, Ana Lucía.  [María Mercedes Coroy releases video of "Black Panther: Wakanda Forever" in which she reveals more details of the film (and in which her character appears)]. Prensa Libre（英语：Prensa Libre (Guatemala)）. 2022-11-02  [2022-11-06]. （原始内容存档于2022-11-06） （西班牙语）.
36. 1 2  Martin, Damon. . MMA Fighting. 2022-07-29  [2022-07-29]. （原始内容存档于2022-07-29）.
37. ↑  . Collider. 2022-11-11  [2022-11-18]. （原始内容存档于2022-11-11）.
38. 1 2  Chapman, Tom. . Den of Geek. 2022-11-14  [2022-11-14]. （原始内容存档于2022-11-14）.
39. ↑  Singer, Matt. . Screen Crush.   [2022-11-11]. （原始内容存档于2022-11-18） （英语）.
40. ↑  Setoodeh, Ramin. . Variety. 2018-02-14  [2018-04-26]. （原始内容存档于2018-02-17） （美国英语）.
41. 1 2  Kit, Borys. . The Hollywood Reporter. 2018-10-11  [2018-10-11]. （原始内容存档于2018-10-11） （美国英语）.
42. ↑  Setoodeh, Ramin. . Variety. 2018-02-05  [2018-02-06]. （原始内容存档于2018-02-06） （美国英语）.
43. ↑  Erao, Matthew. . Screen Rant. 2018-02-06  [2018-04-26]. （原始内容存档于2018-02-09） （美国英语）.
44. ↑  Breznican, Anthony. . Entertainment Weekly. 2018-03-09  [2018-04-26]. （原始内容存档于2018-03-09） （美国英语）.
45. 1 2  Siegel, Tatiana. . The Hollywood Reporter. 2020-12-17  [2020-12-17]. （原始内容存档于2020-12-18） （美国英语）.
46. ↑  McRady, Rachel. . Entertainment Tonight（英语：Entertainment Tonight）. 2019-01-28  [2019-02-01]. （原始内容存档于2019-02-01） （美国英语）.
47. ↑  Barrow, Jerry L. . BET. 2019-07-28  [2019-07-27]. （原始内容存档于2019-07-02） （美国英语）.
48. ↑  Davis, Brandon. . ComicBook.com. 2019-07-12  [2019-07-26]. （原始内容存档于2019-07-13） （美国英语）.
49. ↑  Agar, Chris. . Screen Rant. 2019-07-20  [2019-08-17]. （原始内容存档于2019-07-21） （美国英语）.
50. ↑  Couch, Aaron. . The Hollywood Reporter. 2019-08-24  [2019-08-24]. （原始内容存档于2019-08-24） （美国英语）.
51. ↑  Nyren, Erin. . Variety. 2019-08-24  [2019-08-24]. （原始内容存档于2019-08-24） （美国英语）.
52. ↑  Hewitt, Chris. . The Empire Film Podcast（英语：The Empire Film Podcast） (). 2020-04-03.  事件发生在 59:08  [2020-04-04]. （原始内容存档于2020-04-06） （美国英语）.
53. ↑  Mitovich, Matt. . TVLine. 2021-08-18  [2021-08-18]. （原始内容存档于2021-08-18） （美国英语）.
54. 1 2 3  Pearson, Ben. . /Film. 2020-12-10  [2020-12-10]. （原始内容存档于2020-12-11） （美国英语）.
55. ↑  Rubin, Rebecca. . Variety. 2020-08-30  [2020-08-30]. （原始内容存档于2020-08-30） （美国英语）.
56. 1 2  Siegel, Tatiana; Kit, Borys. . The Hollywood Reporter. 2020-09-02  [2020-09-02]. （原始内容存档于2020-09-02） （美国英语）.
57. 1 2  Keegan, Rebecca. . The Hollywood Reporter. 2021-03-31  [2021-03-31]. （原始内容存档于2021-04-01） （美国英语）.
58. 1 2  Sneider, Jeff. . Collider. 2021-03-17  [2021-03-17]. （原始内容存档于2021-03-18） （美国英语）.
59. ↑  Scholz, Pablo O. . Clarín. 2020-11-12  [2020-11-12]. （原始内容存档于2020-11-13） –Haring, Bruce. . Deadline Hollywood. 2020-11-15  [2020-11-15]. （原始内容存档于2020-11-15） （美国英语）. （西班牙语）.
60. 1 2  Gonzalez, Umberto. . TheWrap. 2020-12-15  [2020-12-16]. （原始内容存档于2021-01-10） （美国英语）.
61. 1 2  D'Alessandro, Anthony. . Deadline Hollywood. 2021-01-10  [2021-01-10]. （原始内容存档于2021-01-10） （美国英语）.
62. ↑  Travis, Ben. . Empire. 2022-09-26  [2022-10-04]. （原始内容存档于2022-10-04）.
63. ↑  Juneau, Jen. . People. 2021-01-27  [2021-01-27]. （原始内容存档于2021-01-27） （美国英语）.
64. ↑  Hood, Cooper. . Screen Rant. 2021-02-20  [2022-04-05]. （原始内容存档于2021-02-21）.
65. ↑  Grobar, Matt. . Deadline Hollywood. 2022-07-13  [2022-07-13]. （原始内容存档于2022-07-13）.
66. ↑  VanHoose, Benjamin. . People. 2021-03-03  [2021-03-03]. （原始内容存档于2021-03-03） （美国英语）.
67. ↑  Perine, Aaron. . ComicBook.com. 2021-03-10  [2021-03-17]. （原始内容存档于2021-03-11） （美国英语）.
68. ↑  Francisco, Eric. . Inverse（英语：Inverse (website)）. 2022-11-01  [2022-11-01]. （原始内容存档于2022-11-01）.
69. ↑  Ugwu, Reggie. . The New York Times. 2022-12-23  [2022-12-23]. （原始内容存档于2022-12-23）.
70. ↑  Hermanns, Grant. . Screen Rant. 2022-12-31  [2023-01-01]. （原始内容存档于2023-01-01）.
71. ↑  cnBeta. . 新浪財經. 2021-04-15  [2021-05-07]. （原始内容存档于2021-05-07） （中文（中国大陆））.
72. ↑  Coogler, Ryan. . Shadow and Act（英语：Shadow and Act (website)）. 2021-04-16  [2021-04-16]. （原始内容存档于2021-04-16） （美国英语）.
73. ↑  Polowy, Kevin. . Yahoo! Entertainment（英语：Yahoo! Entertainment）. 2021-04-28  [2021-04-29]. （原始内容存档于2021-04-28） （美国英语）.
74. 1 2  Tilet, Salamishah. . The New York Times. 2022-09-07  [2022-09-11]. （原始内容存档于2022-09-07）.
75. ↑  Klissmman, Daniel. . Screen Rant. 2022-11-08  [2022-11-10]. （原始内容存档于2022-11-08） （美国英语）.
76. ↑  Blanck, Nili. . Smithsonian Magazine. 2022-11-10  [2022-11-10]. （原始内容存档于2022-11-10）.
77. 1 2  Couch, Aaron. . The Hollywood Reporter. 2021-05-03  [2021-05-03]. （原始内容存档于2021-05-03） （美国英语）.
78. ↑  Wasalamudalige, Hansini. . CBR. 2022-11-15  [2022-11-16]. （原始内容存档于2022-11-15）.
79. ↑  Ruiz, Michael. . ComingSoon.net. 2021-05-30  [2021-06-03]. （原始内容存档于2021-05-31） （美国英语）.
80. ↑  . Spectrum News 1（英语：Spectrum News 1）. 2021-06-24  [2021-06-26]. （原始内容存档于2021-06-24） （美国英语）.
81. 1 2 3  Bonner, Michael. . MassLive. 2021-07-21  [2021-08-16]. （原始内容存档于2021-07-21） （美国英语）.
82. ↑  . Production List. 2020-05-11  [2021-01-20]. （原始内容存档于2021-01-21） （美国英语）.
83. ↑  Vary, Adam B.; Malkin, Marc. . Variety. 2021-06-29  [2021-06-30]. （原始内容存档于2021-06-30） （美国英语）.
84. ↑  . Production Weekly. 2021-04-15  [2021-04-15]. （原始内容存档于2021-04-15） （美国英语）.
85. ↑  Fisher, Jacob. . Discussing Film. 2021-06-30  [2021-06-30]. （原始内容存档于2021-07-01） （美国英语）.
86. ↑  Sharf, Zack. . IndieWire. 2020-08-07  [2021-06-30]. （原始内容存档于2021-05-16） （美国英语）.
87. ↑  Romano, Nick. . Entertainment Weekly. 2021-07-08  [2021-07-08]. （原始内容存档于2021-07-08） （美国英语）.
88. ↑  Meares, Joel. . Rotten Tomatoes. 2021-07-12  [2021-07-12]. （原始内容存档于2021-07-12） （美国英语）.
89. ↑  Donnelly, Matt. . Variety. 2021-07-21  [2021-07-21]. （原始内容存档于2021-07-21） （美国英语）.
90. ↑  Davis, Brandon. . ComicBook.com. 2021-08-19  [2021-08-19]. （原始内容存档于2021-08-19）.
91. ↑  Johnston, Dais. . Inverse（英语：Inverse (website)）. 2021-08-16  [2021-08-16]. （原始内容存档于2021-08-16） （美国英语）.
92. ↑  Semon, Craig S. . Telegram & Gazette（英语：Telegram & Gazette）. 2021-08-18  [2021-08-20]. （原始内容存档于2021-08-18） （美国英语）.
93. ↑  . Spectrum News 1（英语：Spectrum News 1）. 2021-08-23  [2021-09-15]. （原始内容存档于2021-08-24） （美国英语）.
94. ↑  Kroll, Justin. . Deadline Hollywood. 2021-08-25  [2021-08-25]. （原始内容存档于2021-08-25） （美国英语）.
95. 1 2 3  Kit, Borys. . The Hollywood Reporter. 2021-11-05  [2021-11-05]. （原始内容存档于2021-11-05） （美国英语）.
96. 1 2  Rubin, Rebecca. . Variety. 2021-10-18  [2021-10-18]. （原始内容存档于2021-10-18） （美国英语）.
97. ↑  . WSB-TV. 2021-10-22  [2021-11-02]. （原始内容存档于2021-10-31） （美国英语）.
98. 1 2  Sokoni, Opio. . Seattle Medium（英语：Seattle Medium）. 2021-10-28  [2021-11-02]. （原始内容存档于2021-10-28） （美国英语）.
99. ↑  Jackson, Gordon. . The Brunswick News（英语：The Brunswick News）. 2021-11-01  [2021-11-02]. （原始内容存档于2021-11-02） （美国英语）.
100. 1 2  Kroll, Justin. . Deadline Hollywood. 2021-11-19  [2021-11-19]. （原始内容存档于2021-11-19） （美国英语）.
101. ↑  Siegel, Tatiana; Kit, Borys. . The Hollywood Reporter. 2021-11-10  [2021-11-10]. （原始内容存档于2021-11-10） （美国英语）.
102. ↑  Couch, Aaron; Kit, Borys. . The Hollywood Reporter. 2021-12-10  [2021-12-11]. （原始内容存档于2021-12-12） （美国英语）.
103. ↑  Colangelo, BJ. . /Film. 2021-12-10  [2021-12-12]. （原始内容存档于2021-12-11） （美国英语）.
104. ↑  Youngs, Ian. . BBC News. 2022-01-14  [2022-01-14]. （原始内容存档于2022-01-14） （美国英语）.
105. 1 2  Kit, Borys; Couch, Aaron. . The Hollywood Reporter. 2022-01-14  [2022-01-14]. （原始内容存档于2022-01-14） （美国英语）.
106. ↑  LaBonte, Rachel. . Screen Rant. 2022-03-13  [2022-03-13]. （原始内容存档于2022-03-14） （美国英语）.
107. ↑  Perry, Spencer. . ComicBook.com. 2022-03-24  [2022-03-24]. （原始内容存档于2022-03-24） （美国英语）.
108. ↑  Hood, Cooper. . Screen Rant. 2022-04-05  [2022-04-05]. （原始内容存档于2022-04-06） （美国英语）.
109. ↑  Math, Erao. . CBR. 2022-04-05  [2022-04-05]. （原始内容存档于2022-04-06） （美国英语）.
110. ↑   (PDF). Stacy Caballero Design.   [2022-04-05]. （原始内容存档 (PDF)于2022-04-05） （美国英语）.
111. ↑  Bailey, Kat. . IGN. 2022-07-23  [2022-07-23]. （原始内容存档于2022-07-23）.
112. ↑  Christopherson, David. . MovieWeb. 2022-08-09  [2022-08-12]. （原始内容存档于2022-08-12）.
113. ↑   (PDF). Worldwide Production Agency.   [2022-08-10]. （原始内容存档 (PDF)于2022-08-10）.
114. ↑  . Perception.   [2022-12-09]. 原始内容存档于2023-01-02.
115. ↑  Jirak, Jamie. . ComicBook.com. 2022-10-29  [2022-10-31]. （原始内容存档于2022-10-30）.
116. ↑  Burlingame, Jon. . Variety. 2021-09-07  [2021-09-07]. （原始内容存档于2021-09-07） （美国英语）.
117. ↑  . Marvel.com. 2022-10-26  [2022-10-27]. （原始内容存档于2022-10-28）.
118. ↑  . Film Music Reporter. 2022-07-25  [2022-07-25]. （原始内容存档于2022-07-25）.
119. ↑  . Marvel.com.   [2022-11-08]. （原始内容存档于2022-11-12） （英语）.
120. ↑  Gardner, Chris; Giardina, Carolyn; McClintock, Pamela. . The Hollywood Reporter. 2022-04-27  [2022-04-28]. （原始内容存档于2022-04-28）.
121. ↑  Phillips, Jevon. . Los Angeles Times. 2022-07-23  [2022-07-24]. （原始内容存档于2022-07-24）.
122. ↑  . Marvel.com. 2022-07-23  [2022-07-24]. （原始内容存档于2022-07-24）.
123. ↑  Simpson, Leah; Gelhoren, Giovana. . People. 2022-07-23  [2022-08-01]. （原始内容存档于2022-07-24）.
124. ↑  Gonzalez, Sandra. . CNN. 2022-07-23  [2022-08-01]. （原始内容存档于2022-07-24）.
125. ↑  Zilko, Christian. . IndieWire. 2022-07-23  [2022-08-01]. （原始内容存档于2022-07-24）.
126. ↑  Burton, Carson; Murphy, J. Kim. . Variety. 2022-07-23  [2022-08-01]. （原始内容存档于2022-07-24）.
127. ↑  Sharf, Zack; Murphy, J. Kim. . Variety. 2022-07-25  [2022-07-25]. （原始内容存档于2022-07-25）.
128. ↑  Kit, Borys. . The Hollywood Reporter. 2022-07-24  [2022-08-01]. （原始内容存档于2022-07-24）.
129. ↑  Goldsmith, Jill. . Deadline Hollywood. 2022-09-03  [2022-09-03]. （原始内容存档于2022-09-03）.
130. ↑  Couch, Aaron. . The Hollywood Reporter. 2022-09-10  [2022-09-10]. （原始内容存档于2022-09-11）.
131. ↑  Liu, Narayan. . CBR. 2022-10-03  [2022-10-04]. （原始内容存档于2022-10-03）.
132. ↑  Codega, Linda. . Gizmodo. 2022-10-03  [2022-10-05]. （原始内容存档于2022-10-04）.
133. ↑  Miller, Shannon. . Adweek. 2022-10-13  [2022-10-20]. （原始内容存档于2022-10-20）.
134. ↑  Nelson, Samantha. . Adweek. 2022-10-10  [2022-10-20]. （原始内容存档于2022-10-20）.
135. 1 2  D'Alessandro, Anthony. . Deadline Hollywood. 2022-11-14  [2022-11-15]. （原始内容存档于2023-01-08）.
136. ↑  . McDonald's. 2022-11-01  [2022-11-02]. （原始内容存档于2022-11-02）.
137. ↑  Anderson, Julia. . CBR. 2022-11-01  [2022-11-02]. （原始内容存档于2022-11-01）.
138. ↑  Johnson, Zach. . D23. 2022-10-18  [2022-10-18]. （原始内容存档于2022-10-19）.
139. ↑  Luchies, Adam. . Collider. 2022-11-03  [2022-11-10]. （原始内容存档于2022-11-04）.
140. ↑  Jonston, Bryan. . AUTO Connected Car News. 2022-11-14  [2022-11-15]. （原始内容存档于2022-11-15）.
141. ↑  Welk, Brian. . TheWrap. 2020-04-03  [2020-04-03]. （原始内容存档于2020-04-03） （美国英语）.
142. ↑  Tartaglione, Nancy; Hipes, Patrick. . Deadline Hollywood. 2022-10-27  [2022-10-30]. （原始内容存档于2022-10-29）.
143. ↑  Sullivan, Marisa. . People. 2022-10-27  [2022-10-27]. （原始内容存档于2022-10-28）.
144. ↑  Tartaglione, Nancy. . Deadline Hollywood. 2023-01-17  [2023-01-17]. （原始内容存档于2023-01-17）.
145. ↑  Tartaglione, Nancy. . Deadline Hollywood. 2022-10-17  [2022-10-17]. （原始内容存档于2022-10-17）.
146. ↑  Ritman, Alex. . The Hollywood Reporter. 2022-11-11  [2022-11-12]. （原始内容存档于2022-11-12）.
147. ↑  Paige, Rachel. . Marvel.com. 2020-12-11  [2020-12-14]. （原始内容存档于2020-12-13） （美国英语）.
148. ↑  D'Alessandro, Anthony. . Deadline Hollywood. 2023-01-04  [2023-01-04]. （原始内容存档于2023-01-04）.
149. ↑  Leonte, Tudor. . Comingsoon.net. 2023-01-09  [2023-01-13]. （原始内容存档于2023-01-12）.
150. ↑  Spangler, Todd. . Variety. 2023-02-06  [2023-02-09]. （原始内容存档于2023-02-08）.
151. 1 2 3  Gant, Charles. . Screen Daily（英语：Screen Daily）. 2022-11-14  [2022-11-15]. （原始内容存档于2022-11-21） （美国英语）.
152. ↑  McClintock, Pamela. . The Hollywood Reporter. 2022-10-27  [2022-10-27]. （原始内容存档于2022-10-27）.
153. ↑  Robbins, Shawn. . Boxoffice Pro. 2022-11-04  [2022-11-04]. （原始内容存档于2022-11-04）.
154. ↑  . Box Office Mojo.   [2022-11-18]. （原始内容存档于2022-11-18） （美国英语）.
155. ↑  Moreau, Jordan. . Variety. 2022-11-11  [2022-11-15]. （原始内容存档于2022-11-15） （美国英语）.
156. ↑  Buckley, Thomas. . Bloomberg News. 2022-11-13  [2022-11-14]. （原始内容存档于2022-11-13） （美国英语）.
157. ↑  Rubin, Rebecca; Lang, Brent. . Variety. 2022-11-14  [2022-11-15]. （原始内容存档于2022-11-15） （美国英语）.
158. ↑  . Box Office Mojo.   [2022-11-22]. （原始内容存档于2022-12-04）.
159. ↑  Mendelsohn, Sam. . Box Office Mojo. 2022-04-04  [2022-04-06]. （原始内容存档于2022-12-10）.
160. ↑  Mendelsohn, Sam. . Box Office Mojo. 2022-12-01  [2022-12-02]. （原始内容存档于2022-12-02）.
161. ↑  Childress, Erik. . Rotten Tomatoes. 2022-12-05  [2022-12-06]. （原始内容存档于2022-12-06）.
162. ↑  . Box Office Mojo.   [2022-12-12]. （原始内容存档于2022-12-22）.
163. ↑  Buckley, Thomas; Palmeri, Christopher. . Bloomberg News. 2022-12-18  [2022-12-24]. （原始内容存档于2023-01-10）.
164. ↑  . Box Office Mojo. IMDb.   [2023-01-29]. （原始内容存档于2022-08-15）.
165. ↑  . The Citizen（英语：The Citizen (South African newspaper)）. 2022-11-14  [2022-11-15]. （原始内容存档于2022-12-31）.
166. ↑  Matos, Clinton. . Hypertext. 2022-11-15  [2022-11-15]. （原始内容存档于2024-09-03）.
167. ↑  Tartaglione, Nancy. . Deadline Hollywood. 2022-11-20  [2022-11-20]. （原始内容存档于2022-11-27）.
168. ↑  Tartaglione, Nancy. . Deadline Hollywood. 2022-11-27  [2022-11-29]. （原始内容存档于2022-12-01）.
169. ↑  . 观察者网. 2023-02-08  [2023-02-08]. （原始内容存档于2023-02-08）.
170. ↑  . Rotten Tomatoes. Fandango Media.   [2024-02-19].
171. ↑  . 爛蕃茄. 2023-01-13  [2023-01-13]. 原始内容存档于2023-03-14 （英语）.
172. ↑  . Metacritic. Fandom.   [2025-06-13].
173. ↑  D'Alessandro, Anthony. . Deadline Hollywood. 2022-11-14  [2022-11-18]. （原始内容存档于2022-11-18）.
174. ↑  Vary, Adam B.; Murphy, Kim. . Variety. 2023-01-10  [2023-01-12]. （原始内容存档于2023-01-11）.
175. ↑  McIntosh, Steven. . BBC. 2023-01-24  [2023-01-24]. （原始内容存档于2023-01-24）.
176. ↑  Paige, Rachel. . Marvel.com. 2021-12-16  [2022-07-22]. （原始内容存档于2021-12-16）.
177. ↑  Theodore-Vachon, Rebecca. . Adweek. 2023-01-17  [2023-01-19]. （原始内容存档于2023-01-18）.
178. ↑  Jackson, Angelique; Vary, Adam B. . Variety. 2022-11-09  [2022-11-09]. （原始内容存档于2022-11-09）.
179. ↑  Barnhardt, Adam. . ComicBook.com. 2023-01-10  [2023-01-12]. （原始内容存档于2023-01-10）.
180. ↑  Eisenberg, Eric. . CinemaBlend. 2022-11-10  [2022-11-14]. （原始内容存档于2022-11-11）.

## 外部連結
- 官方發布劇本 （页面存档备份，存于）
- 官方网站
- 互联网电影数据库（IMDb）上《黑豹2：瓦干達萬歲》的资料（英文）
- Box Office Mojo上《黑豹2：瓦干達萬歲》的資料（英文）
- 爛番茄上《黑豹2：瓦干達萬歲》的資料（英文）
- AllMovie上《黑豹2：瓦干達萬歲》的资料（英文）
- Metacritic上《黑豹2：瓦干達萬歲》的資料（英文）
- 開眼電影網上《黑豹2：瓦干達萬歲》的資料（繁體中文）
- 豆瓣电影上《黑豹2：瓦干達萬歲》的資料 （简体中文）
- 时光网上《黑豹2：瓦干達萬歲》的資料（简体中文）